# Dolloidraco longedorsalis
Dolloidraco longedorsalis är en fiskart som beskrevs av Roule, 1913. Dolloidraco longedorsalis ingår i släktet Dolloidraco och familjen Artedidraconidae. Inga underarter finns listade i Catalogue of Life.